# Victor-Alain Berto
Victor-Alain Berto (Pontivy, 9 ottobre 1900 – Pontivy, 17 dicembre 1968) è stato un presbitero francese della Chiesa cattolica.
Dopo aver frequentato il Seminario Francese di Roma, fu ordinato sacerdote nel 1926 ed entrò a far parte della Diocesi di Vannes, in Bretagna.
Durante il Concilio Vaticano II (dal 1962 al 1965) fu il teologo di Mons. Marcel Lefebvre. Fondò l'Istituto delle Suore Domenicane dello Spirito Santo, che diresse fino alla morte.

## Biografia
Victor-Alain Berto nacque il 9 ottobre 1900 a Pontivy, nel Morbihan. Suo padre era un ufficiale delle truppe coloniali. Nel 1917 conseguì ottenuto il baccellierato e, due anni dopo, la laurea in letteratura. Divenuto insegnante a Lorient, Dinan e Vitré, nel 1920 entrò nel Terz'Ordine domenicano.
Nel 1921 fu ammesso nel Seminario Francese di Roma, che fu diretto dal 1921 al 1926 da padre Henri Le Floch, persona che ammirava. Il 3 aprile 1926 fu ordinato sacerdote per la Diocesi di Vannes nella Basilica di San Giovanni in Laterano. Dal 1926 al 1928 fu curato della parrocchia di Noyal-Pontivy. Dal 1929 insegnò Sacra Scrittura al Seminario maggiore di Vannes. Dal 1932 al 1942 fu cappellano del collegio delle Orsoline di Vannes, direttore del Terz'ordine domenicano locale, direttore dell'educazione religiosa della diocesi e cappellano dell'associazione Guides de France.
Allo stesso tempo, fu responsabile dell'opera dell'Adozione, che aiutava i ragazzi orfani e in difficoltà. Ne modificò il funzionamento e creò il Foyer Notre-Dame de Joie per accogliere i bambini. La prima casa fu aperta a La Bousselaie intorno al 1936, seguita da altre due a Fescal nel 1939 e a Pontcalec nel 1955. Nel 1943, alcune giovani terziarie furono coinvolte e divennero le prime suore di quello che sarebbe diventato l'Istituto delle Suore Domenicane dello Spirito Santo. Victor-Alain Berto gestì questi centri fino alla sua morte.
Fu amico dell'Action Française, anche se non vi aderì, e di Charles Maurras, che aveva conosciuto a Roma. Fu amareggiato per la condanna di questo movimento politico francese da parte della Curia romana e di papa Pio XI.
Nel 1945 Victor Berto e le suore domenicane dello Spirito Santo rilevarono l'Institution Maintenon di Saint-Cloud presso Hauts-de-Seine, che dieci anni dopo divenne l'Institution Saint-Pie-X.
Nel 1946 co-fondò La Pensée catholique con Lucien Lefèvre (1895-1987), Henri Lusseau (1896-1973) e Alphonse Roul (1901-1969). I quattro religiosi, formati da Henri Le Floch, erano favorevoli alla militanza politica di tutti i cattolici per contestare le leggi secolari del 1878-1914. Era necessario "cambiare le istituzioni malvagie che corrompono l'uomo".
Berto si dichiarò contrario all'indipendenza algerina:
Dai tempi del Seminario Francese di Roma, fu in amicizia con Mons. Marcel Lefebvre, che lo volle come teologo privato durante il Concilio Vaticano II (1962-1965). Berto preparò appunti e argomentazioni per lui e coordinò il gruppo di lavoro Coetus Internationalis Patrum, formatosi come reazione alle influenze dell'ala progressista del Concilio; il gruppo si caratterizzò per la sua dottrina conservatrice. Tuttavia, nonostante questa opposizione, il rito tridentino fu dichiarato obsoleto nel 1968 sulla scia del Concilio. Egli piangeva per l'abbandono del latino.
Victor-Alain Berto morì il 17 dicembre 1968. Al suo funerale, l'arcivescovo Lefebvre disse: 

## La mancata canonizzazione
Nel 2010, la priora generale delle Suore Domenicane dello Spirito Santo desiderava la canonizzazione di Victor-Alain Berto. Alle suore fu chiesto di testimoniare e di mettere raccogliere un dossier. Tuttavia, alcune di loro parlarono di "gesti equivoci" da parte dell'abate Berto.
L'indagine condotta dal domenicano Benoît-Dominique de La Soujeole rilevò quanto segue:
D'altra parte, egli riteneva di non poter "giudicare con certezza la gravità morale" dei "gesti equivoci" denunciati da alcune suore, in particolare perché il sacerdote deceduto non poteva difendersi e i termini di prescrizione erano scaduti.
In una lettera di papa Francesco del 23 dicembre 2021, riportata in un comunicato stampa di Madre de Saint Charles, priora dell'istituto, si legge:

## Opere
- « Les relations entre les sacrements », Le Sel de la Terre, Éditions du Sel, no 47, hiver 2003-2004 ().
- Une opinion sur l'Action Française, Éd. BCM.
- Le cénacle et le jardin, Éd. D. Martin Morin, 2000, 416 p. (ISBN 9782856522530, online)
- Notre-Dame-de-Joie, Nouvelles Editions Latines, 344 p. (ISBN 9782723304023, online).
- Pour la Sainte Église Romaine, Éd. D. Martin Morin, 1er janvier 1976, 437 p. (ISBN 9782856521458, online).